# Арайські мови
Арайські мови (арай, лефт-мей, лефт-мейські; англ. Left May, Arai) — сім'я папуаських мов, що поширена в Папуа Новій Гвінеї.
Поширені в північній частині центру острову Нова Гвінея на крайньому заході провінції Східний Сепік, в окрузі Амбунті (Папуа Нова Гвінея) і в прикордонних районах провінції Західний Сепік (Пандаун), між верхньою течією річки Сепік і її правою притокою Лефт-Мей (звідси одна з назв). Назва «Arai family» вперше була використано у 1975 році, вона утворена на основі назви одного з населених пунктів — села Арай. Назва «Left May family» вперше була використана іншим дослідником у 1964.
Найближчими сусідами арайських мов є: амто-мусанські мови (на північному заході), мови суганга та міан (трансновогвінейська родина, на півдні і сході), мова івам (сепікська родина, на сході), мови абау та намія (теж сепікська родина, на півночі). На півночі також знаходиться річка Сепік.

## Класифікація
Стівен Вурм у своїй класифікації (1977-1982) виділяє ці як окрему сім'ю на рівні філи (тобто не входить ні в яку іншу філу). До останнього часу не об'єднувалися з іншими сім'ями, лише Малком Росс (2005) на основі передбачуваної схожості займенникових систем висунув арай-квомтарійську гіпотезу (Arai-Kwomtari languages) про спорідненість арайських мов і квомтарі-байбайских мов (які самі по собі є, мабуть, гіпотезою помилковою).
Крім того, в 15-му виданні Ethnologue (2009), де загалом використана класифікація Росса для папуаських мов, угрупування Arai (Left May) (входило в Arai-Kwomtari) включені тільки 4 мови, а ще дві залишені в незалежній групі 1-го рівня Left May. Станом на 2018 всі шість мов були включені у родину верхнього рівня Arai (Left May).

## Склад
Містить 6 мов.
- наквійська (накві) — 280 носіїв
- ітерійська (ітері, рокі-пік, їнібу, аловеміно, ійо, ларо) — 475 носіїв, гори Роки-Пік. Раніше окремо виділялася мова рокі-пік, яка, фактично, є іншою назвою ітерійської мови.
- бойська (бо, по, сорімі) — 85 носіїв, діалекти кабору, нікіяма, умурута
- амайська (ама, савіяно, ваніабу) — 480 осіб
- німойська (німо, німо-васавайська) — 350 осіб
- овінігська (овініга, беро, само, тайна) — 330 осіб

Існує латинська писемність для амайської та овінігської мов.